# ボーラ
ボーラ（ボラとも。Bora）は、アドリア海や、ギリシャ、トルコなどで北または北東から吹き降ろす風である。
その名前は、ギリシア神話に登場する風の神ボレアースに由来している。
ボーラは、イタリアの北東部にある都市トリエステでは特に冬に吹く風として知られている。
トリエステでは、天候によって吹く風に二つの名前があり、ボーラ・キアーラ（Bora chiara, 明るいボーラ）は晴れの日、曇りの日や雨の日に吹くものはボーラ・スクーラ(Bora scura, 暗いボーラ)と呼ばれている。
その風速はしばしば150km/h(40m/s) にも達する。
トリエステの中心街の歩道に沿って張られたロープや鎖は、風が強い日の歩行者の通行用となっている。
強風の日が頻発する為、瓦が歩行者に落ちたりすると、ほぼ例外なく怪我をすることから建築物は強風に耐えるように作られる必要がある。
スロベニアではブリャと呼ばれ、クラス地方ではときに55m/sを超える暴風が吹く。

## ボーラ現象
ボーラは、ヨーロッパ中部から東部にかけて居座る大陸性の冷たい気団から、アルプス山脈東部やディナルアルプス山脈を越えて、南西方向に吹き降ろす寒冷風である。これに対してアドリア海沿岸は気温が高い。
一般的に、湿った風が山を越えると、断熱上昇・冷却-雲の生成・降雨-断熱下降・昇温という過程を経て、空気に含まれる水分が減少するため初めよりも気温が高くなる（フェーン現象）。しかし、ボーラの場合は初めから非常に冷たい空気で構成されていることや、湿度もそれほど高くないことから、昇温の幅は小さく、むしろ風が吹き始めると気温が低下することが多い。加えて風下側の気温が比較的高いため、相対的に冷涼な風となる。
このため、フェーン現象と対比させて、風により気温が急低下することをボーラ現象（-げんしょう、Bora phenomenon）またはボラ現象と呼ぶ。これは、他の局地風、例えば同じく山越え寒冷風であるミストラル（マエストラーレ）やエテジアンなどに関しても用いることができる、気象学の一般用語である。

## ボーラに由来する名前の商品
- マセラティ ボーラ - マセラティ社のスポーツカー。
- フォルクスワーゲン・ボーラ - フォルクスワーゲン社の乗用車。
- カンパニョーロのホイール・ボーラ（スポーツ自転車の構成部品の世界的メーカー、ホイールでは他にもギブリ、シャマル、シロッコなど風の名前を命名している）